# Beef chow fun
Les chow fun au bœuf (« pâtes de riz au bœuf ») est un plat cantonais à base de sauté de bœuf, de hor fun (nouilles de riz) et de pousses de haricot mungo. On le trouve généralement dans les restaurants yum cha et cha chaan teng au Guangdong et à Hong Kong, parfois aussi à l'étranger.
C'est une des nombreuses variétés de chow fun (nouilles de riz sautées). Les nouilles hor fun, également appelées Shahe fen, sont originaires de la ville de Shahe au Guangzhou.
La viande de bœuf est d'abord marinée, puis cuite dans un wok. Les autres ingrédients et les nouilles sont ensuite ajoutés. Les pousses de soja sont ensuite sautées avec le reste du plat.